# Haras de Braniewo
Le haras de Braniewo est un complexe de bâtiments historiques préservé à Braniewo, qui dans les années 1890–1945 et 1955–1997, a hébergé un haras d'étalons. Les haras ont été érigés dans les années 1889-1891. Le 14 juin 2007, le complexe de bâtiments de l'ancien haras de chevaux de Braniewo a été inscrit au registre des monuments historiques sous l'entrée A-4467.

## Histoire

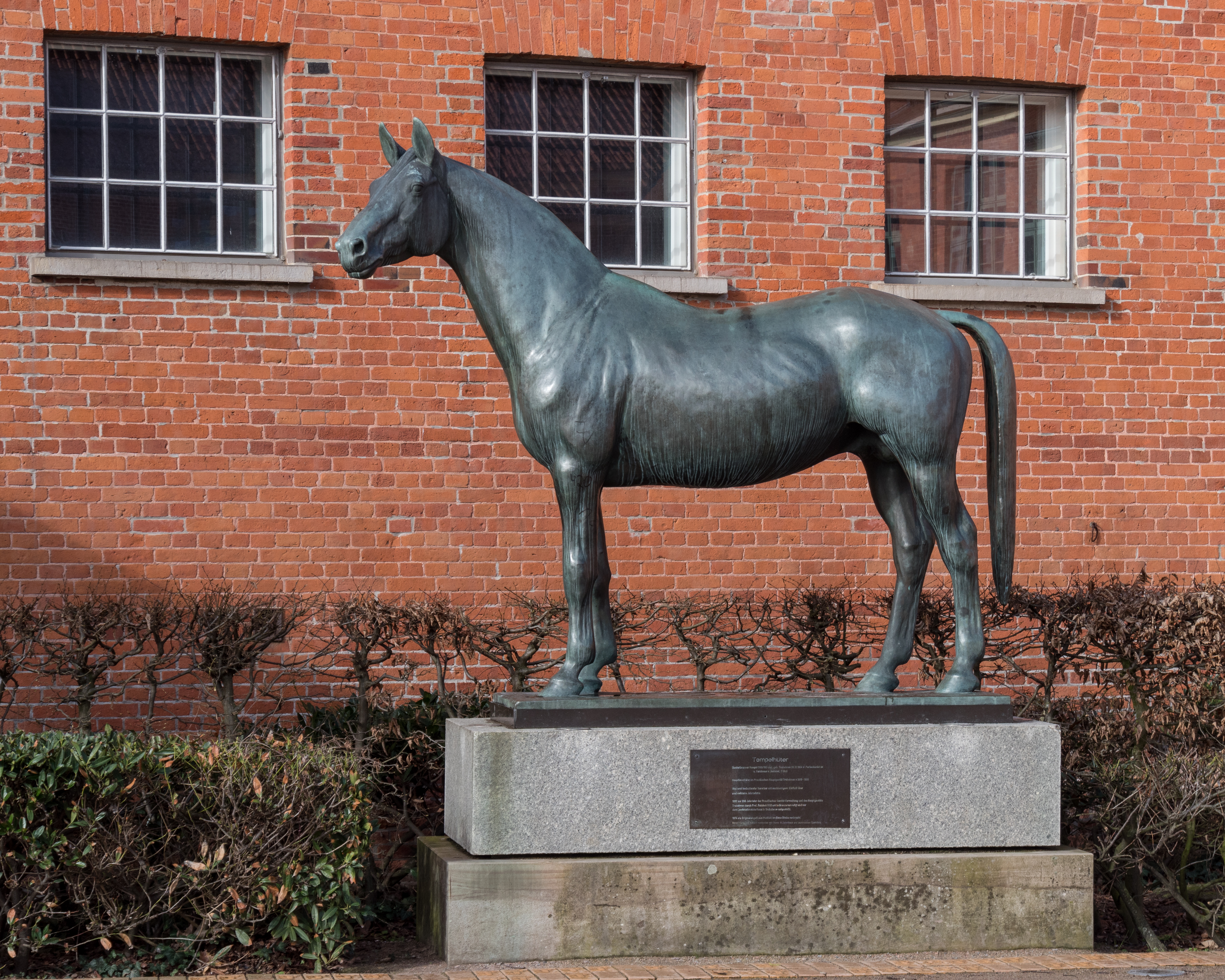
Monument au célèbre étalon Tempelhüter à Verden (Aller), qui dans les années 1909-1915 était le principal étalon du haras de Braniewo.

Le complexe de la ferme équestre de Braniewo a été construit dans les années 1889-1891 à la périphérie de la ville, à Rodelshöfer Straße (Rudłowska, rue Moniuszki). Parallèlement aux écuries, un complexe de parc a été créé et un ensemble de bâtiments résidentiels a été construit pour les employés du haras. Le haras lui-même (Landgestüt) a commencé à fonctionner en 1890. Il élève principalement des chevaux Trakehner et Sztum. Jusqu'en 1945, le haras était dirigé par treize gérants qui réussissent dans l'élevage d'étalons. Les étalons suivants sont connus du haras de Braniewo : Tempelhüter, Cancara et Pythagore. Le 27 janvier 1945, le dernier gérant du troupeau, Hermann-Wilhelm von Warburg, fait sortir certains des chevaux des écuries devant le front chancelant de l'Armée rouge et, dans des conditions hivernales difficiles, les conduit à travers le gel de la lagune de la Vistule jusqu'au Mecklembourg, puis à la Basse-Saxe. Montant lui-même à cheval, il mena 8 étalons, qui rejoignirent le troupeau de chevaux amenés du haras de Trakenach (allemand),. Le 3 février 1945, le vétérinaire du personnel, le Dr Ernst Arnold, qui s'occupait des chevaux restants à Braniewo, a sélectionné 103 les meilleurs étalons Trakehner et 11 chevaux de trait du troupeau restant, et les a également conduits à travers la lagune gelée jusqu'à Redefin dans le Mecklembourg.
Après la Seconde Guerre mondiale, un camp de transit a été établi dans le complexe de bâtiments pour les Allemands à réinstaller en Pologne, qui ont été réinstallés ici à l'été 1945 par la milice polonaise d'autres quartiers de Braniewo. En 1955, le State Stallion Herd a été créé dans le complexe de bâtiments, qui a existé jusqu'en 1997. Le haras de Braniewo était spécialisé dans l'élevage de chevaux de trait. Il y avait aussi un club d'équitation au haras.
Désormais, le propriétaire du complexe de haras (en dehors du lotissement) est la ville de Braniewo.

## Architecture des bâtiments
L'ensemble des installations du haras ne présente pas d'éléments stylistiques distincts, mais l'ensemble immobilier se distingue par sa composition spatiale, architecturale et paysagère. Les bâtiments ont été érigés dans le style du fonctionnalisme typique de l'architecture prussienne de la fin du XIXe siècle, en utilisant des détails en brique et le plan des murs en briques de parement rouge foncé. Les haras ont survécu aux deux guerres sans dommage majeur. L'ameublement et le décor presque complets de l'écurie, d'un manège couvert, et en partie aussi du bâtiment du directeur, qui abrite désormais les bureaux du Centre Municipal des Sports (MOS) et l'appartement, ont survécu jusqu'à nos jours.
Le 14 juin 2007, le conservateur provincial des monuments au registre des monuments a placé les bâtiments suivants du complexe de haras sous le numéro A-4467 :
- la villa du directeur (actuellement les bureaux du Centre Municipal des Sports "Zatoka" )
- écurie principale
- écurie II
- école d'équitation
- une écurie de quarantaine avec une clinique (maintenant un atelier et un entrepôt)
- forge (maintenant un atelier)
- maison de l'entraîneur
- parc avec terrains d'entraînement pour chevaux
- clôture avec 2 portails

## Restauration du complexe

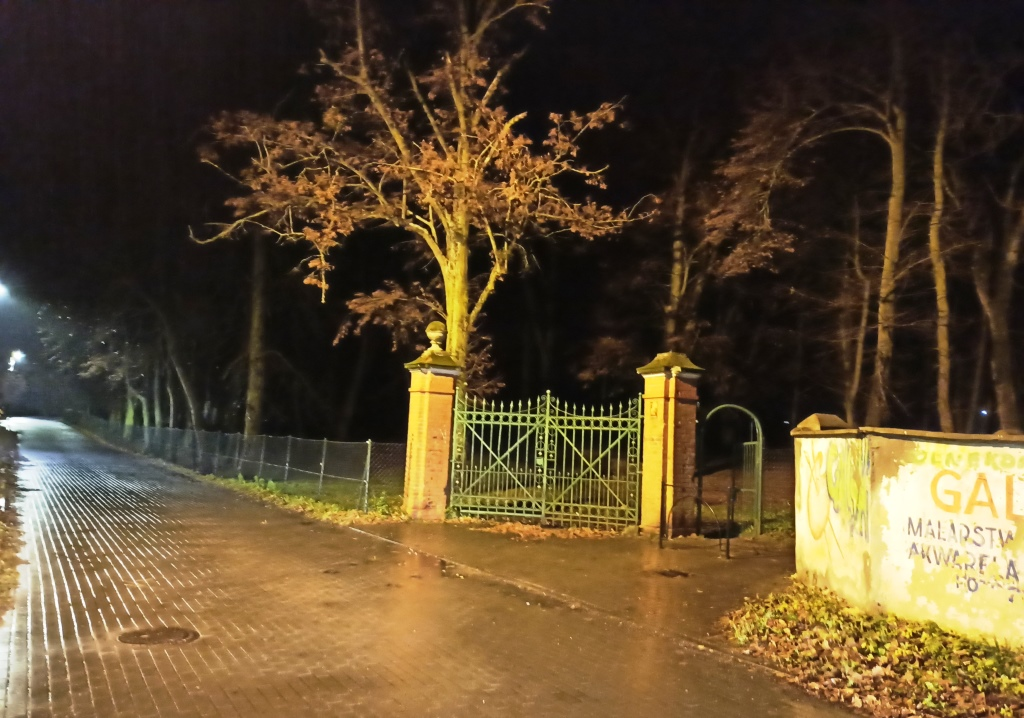
Un portail du haras, vu de nuit.

Le 19 mars 2021, un appel d'offres a été annoncé pour l'investissement du haras. L'étendue des travaux comprend, entre autres : la reconstruction de la surface des routes et des chemins, la construction d'un parking, la clôture en acier avec portes et guichets, la rénovation des portes historiques, les murs de soutènement et les garde-corps de la terrasse panoramique.
Dans les parties récréatives, entre autres, parcours de santé avec équipements de gym en plein air, abri récréatif, petits éléments d'architecture (bancs, paniers, kiosque d'information, supports à vélos, panneaux pédagogiques, un vase en pierre stylisé sur socle, une place pour un feu de joie, des poteaux pour QR codes).
Les changements comprendront également l'abattage de certains arbres et arbustes, la plantation de nouveaux végétaux (arbres, arbustes, plantes couvre-sol, sous-bois, bulbes, vivaces), le paillage des plantations et la réalisation de pelouses.